# Discografia di Izi
La discografia di Izi, rapper italiano, è costituita da quattro album in studio, tre mixtape, trentadue singoli e ventitré video musicali (inclusi quelli come artista ospite), pubblicati dal 2018.

## Album in studio
| Anno | Titolo | Classifiche | Certificazioni |
| Anno | Titolo | ITA         | Certificazioni |
| ---- | --- | ----------- | -------------- |
| 2016 | Fenice - Pubblicato: 13 maggio 2016 - Etichetta: Sony Music - Formati: CD, download digitale, LP, streaming           | 3           | - ITA: Platino |
| 2017 | Pizzicato - Pubblicato: 5 maggio 2017 - Etichetta: Epic, Sony Music - Formati: CD, download digitale, 2 LP, streaming | 1           | - ITA: Platino |
| 2019 | Aletheia - Pubblicato: 10 maggio 2019 - Etichetta: Island - Formati: CD, download digitale, LP, streaming             | 1           | - ITA: Platino |
| 2020 | Riot - Pubblicato: 30 ottobre 2020 - Etichetta: Island, Sony Music - Formati: CD, download digitale, LP, streaming    | 2           | - ITA: Oro     |

## Mixtape
| Anno | Titolo |
| ---- | --- |
| 2013 | Macchie di Rorshach (con Sangue; pubblicato come Eazyrhymes) - Pubblicato: 6 giugno 2013 - Etichetta: Thaurus Music - Formati: CD, download digitale, streaming |
| 2014 | Kidnapped Mixtape - Pubblicato: 2 settembre 2014 - Etichetta: Thaurus Music - Formati: CD, download digitale, streaming                                         |
| 2015 | Julian Ross Mixtape - Pubblicato: 12 novembre 2015 - Etichetta: Thaurus Music - Formati: CD, download digitale, streaming                                       |

## Singoli

### Come artista principale
| Anno                                                         | Titolo                                     | Classifiche | Certificazioni     | Album di provenienza         |
| Anno                                                         | Titolo                                     | ITA         | Certificazioni     | Album di provenienza         |
| ------------------------------------------------------------ | ------------------------------------------ | ----------- | ------------------ | ---------------------------- |
| 2016                                                         | Chic                                       | 87          | - ITA: Platino (4) | Fenice                       |
| 2016                                                         | Scusa (feat. Moses Sangare)                | 87          | - ITA: Oro         | Fenice                       |
| 2016                                                         | Giovane giovane (con Laïoung e Tedua)      | —           | - ITA: Platino     | Ave Cesare: veni, vidi, vici |
| 2016                                                         | Niagara (con Charlie Charles)              | —           | - ITA: Oro         | /                            |
| 2017                                                         | Pianto                                     | 80          |                    | Pizzicato                    |
| 2017                                                         | 4GETU                                      | —           |                    | Pizzicato                    |
| 2017                                                         | Tutto torna                                | 80          |                    | Pizzicato                    |
| 2018                                                         | Fumo da solo                               | 2           | - ITA: Platino     | Aletheia                     |
| 2019                                                         | Magico                                     | 36          |                    | /                            |
| 2019                                                         | Dammi un motivo                            | 19          | - ITA: Oro         | Aletheia                     |
| 2019                                                         | Cometa (feat. Dosseh)                      | 39          |                    | /                            |
| 2020                                                         | Pusher (feat. Vaz Tè e Guesan)             | —           |                    | Riot                         |
| 2020                                                         | Domani (feat. Federica Abbate e Piccolo G) | 82          |                    | Riot                         |
| "—" indica una pubblicazione non classificata in quel paese. |                                            |             |                    |                              |

### Come artista ospite
| Anno                                                         | Titolo                                                                 | Classifiche | Certificazioni     | Album di provenienza  |
| Anno                                                         | Titolo                                                                 | ITA         | Certificazioni     | Album di provenienza  |
| ------------------------------------------------------------ | ---------------------------------------------------------------------- | ----------- | ------------------ | --------------------- |
| 2015                                                         | Dal quartiere (Peppe Soks e Capo Plaza feat. Young B e Izi)            | —           |                    | Sulamente nuje        |
| 2016                                                         | Aeroplanini di carta (Rkomi feat. Izi)                                 | —           | - ITA: Platino     | Dasein Sollen         |
| 2016                                                         | Fenomeno (Ernia feat. Izi e Moses Sangare)                             | —           |                    | /                     |
| 2017                                                         | Bimbi (Charlie Charles feat. Izi, Rkomi, Sfera Ebbasta, Tedua e Ghali) | 3           | - ITA: Platino (2) | /                     |
| 2017                                                         | Resident Evil (DJ Tayone feat. Izi e Clementino)                       | —           |                    | /                     |
| 2017                                                         | Rap (Charlie Charles feat. Izi)                                        | 15          | - ITA: Oro         | /                     |
| 2019                                                         | Pregiudicati (Gianni Bismark feat. Izi)                                | 83          |                    | Re senza corona       |
| 2019                                                         | Habitué (Italian Remix) (Dosseh feat. Izi)                             | —           |                    | /                     |
| 2019                                                         | La notte chiama (Ex-Otago feat. Izi)                                   | —           |                    | Corochinato           |
| 2020                                                         | Girano (Bresh feat. Izi)                                               | —           | - ITA: Oro         | Che io mi aiuti       |
| 2020                                                         | Piña colada (Margherita Vicario feat. Izi)                             | —           |                    | Bingo                 |
| 2020                                                         | Benedetta (Vaz Tè feat. Izi)                                           | 86          |                    | VT2M                  |
| 2020                                                         | Vivere (Mecna feat. Izi)                                               | 67          | - ITA: Oro         | Mentre nessuno guarda |
| 2022                                                         | Latitanza (Disme feat. Izi)                                            | —           |                    | Lieto fine            |
| 2023                                                         | Connexion (Helmi Sa7bi feat. Samara, Izi e AbSynapse)                  | —           |                    | Les Misérables        |
| 2024                                                         | Hope (Shablo feat. Izi e Joshua)                                       | 90          |                    | /                     |
| 2025                                                         | Senza tempo (Sick Luke feat. Izi)                                      | 60          |                    | /                     |
| 2025                                                         | Canerandagio (Neffa feat. Izi)                                         | —           |                    | Canerandagio parte 1  |
| 2025                                                         | Process (Helmi Sa7bi feat. Vaz Tè, Nader Shah, Izi e Ill Rave)         | —           |                    | Les Misérables        |
| 2025                                                         | La mia banda 2 (Guesan feat. Izi e Vaz Tè)                             | —           |                    | /                     |
| "—" indica una pubblicazione non classificata in quel paese. |                                                                        |             |                    |                       |

## Altri brani entrati in classifica e/certificati
| Anno                                                         | Titolo                                                 | Classifiche | Certificazioni | Album di provenienza |
| Anno                                                         | Titolo                                                 | ITA         | Certificazioni | Album di provenienza |
| ------------------------------------------------------------ | ------------------------------------------------------ | ----------- | -------------- | -------------------- |
| 2016                                                         | Izis                                                   | —           | - ITA: Oro     | Fenice               |
| 2016                                                         | Tutto apposto (feat. Sfera Ebbasta)                    | —           | - ITA: Oro     | Fenice               |
| 2017                                                         | Fuori                                                  | 79          |                | Pizzicato            |
| 2017                                                         | RSCN                                                   | 91          |                | Pizzicato            |
| 2017                                                         | Na na na                                               | 57          |                | Pizzicato            |
| 2017                                                         | Distrutto                                              | 68          |                | Pizzicato            |
| 2017                                                         | Wild Bandana (feat. Tedua e Vaz Tè)                    | 33          | - ITA: Platino | Pizzicato            |
| 2017                                                         | Volare                                                 | 33          | - ITA: Platino | Pizzicato            |
| 2017                                                         | Dopo esco (feat. Fabri Fibra)                          | 55          |                | Pizzicato            |
| 2017                                                         | Come me (feat. Enzo Dong)                              | 66          |                | Pizzicato            |
| 2019                                                         | Il nome della rosa                                     | 38          |                | Aletheia             |
| 2019                                                         | Volare II                                              | 22          |                | Aletheia             |
| 2019                                                         | OK (feat. Speranza)                                    | 34          |                | Aletheia             |
| 2019                                                         | 48H (feat. Sfera Ebbasta)                              | 2           | - ITA: Platino | Aletheia             |
| 2019                                                         | Pace                                                   | 25          |                | Aletheia             |
| 2019                                                         | Weekend                                                | 11          | - ITA: Oro     | Aletheia             |
| 2019                                                         | A'dam                                                  | 39          |                | Aletheia             |
| 2019                                                         | Uh, che peccato!                                       | 56          |                | Aletheia             |
| 2019                                                         | Dolcenera                                              | 36          |                | Aletheia             |
| 2019                                                         | San Giorgio (feat. Heezy Lee, Josh)                    | 61          |                | Aletheia             |
| 2019                                                         | Carioca                                                | 42          |                | Aletheia             |
| 2019                                                         | Pasta e molliche                                       | 64          |                | Aletheia             |
| 2019                                                         | Grande                                                 | 69          |                | Aletheia             |
| 2019                                                         | Zorba                                                  | 86          |                | Aletheia             |
| 2020                                                         | Intro (Can't Breathe) (feat. Dax)                      | 85          |                | Riot                 |
| 2020                                                         | Al Pacino (feat. IDK)                                  | 43          |                | Riot                 |
| 2020                                                         | Matrix (feat. Nayt)                                    | 63          |                | Riot                 |
| 2020                                                         | Miami Ladies (feat. Elettra Lamborghini e Gué Pequeno) | 60          |                | Riot                 |
| 2020                                                         | Flop (feat. Leon Faun)                                 | 45          |                | Riot                 |
| 2020                                                         | Pazzo (feat. Fabri Fibra)                              | 65          |                | Riot                 |
| 2020                                                         | Foto (feat. Gemitaiz e MadMan)                         | 48          |                | Riot                 |
| "—" indica una pubblicazione non classificata in quel paese. |                                                        |             |                |                      |

## Collaborazioni
| Anno                                                         | Titolo                                                                            | Classifiche | Certificazioni | Album di provenienza                             |
| Anno                                                         | Titolo                                                                            | ITA         | Certificazioni | Album di provenienza                             |
| ------------------------------------------------------------ | --------------------------------------------------------------------------------- | ----------- | -------------- | ------------------------------------------------ |
| 2015                                                         | Mercedes nero (Sfera Ebbasta feat. Tedua e Izi)                                   | —           | - ITA: Platino | XDVR Reloaded                                    |
| 2015                                                         | Non lo so (Ghali feat. Izi)                                                       | —           |                | Lunga vita a Sto                                 |
| 2016                                                         | Swisher (Dark Polo Gang feat. Izi)                                                | —           |                | Crack musica                                     |
| 2016                                                         | Vllblvck (Nitro feat. Jack the Smoker e Izi)                                      | —           |                | Suicidol - Post Mortem                           |
| 2016                                                         | Circonvalley (Tedua feat. Izi)                                                    | —           | - ITA: Oro     | Orange County Mixtape                            |
| 2016                                                         | Telefonate (Tedua feat. Izi)                                                      | —           |                | Orange County Mixtape                            |
| 2017                                                         | Il ritorno dalle stelle (Dargen D'Amico feat. Isabella Turso, Tedua, Rkomi e Izi) | —           |                | Variazioni                                       |
| 2017                                                         | Rockstar (Coyote Jo Bastard feat. Izi)                                            | —           |                | L'Enfer avant le Paradis                         |
| 2017                                                         | 6 A.M. (The Night Skinny feat. Gué Pequeno e Izi)                                 | 39          | - ITA: Oro     | Pezzi                                            |
| 2018                                                         | True Story (Duke Montana feat. Izi prod. Sick Luke)                               | —           |                | Grind Muzik 4                                    |
| 2019                                                         | Cazal (Lazza feat. Izi)                                                           | 30          | - ITA: Oro     | Re Mida Aurum                                    |
| 2019                                                         | Mammastomale (Gemitaiz e Izi feat. Salmo)                                         | 9           | - ITA: Platino | Machete Mixtape 4                                |
| 2019                                                         | Mille strade (The Night Skinny feat. Ketama126 e Izi)                             | 18          |                | Mattoni                                          |
| 2020                                                         | Stupida allegria (Emma Marrone feat. Izi)                                         | 42          |                | Fortuna                                          |
| 2020                                                         | Manhattan (Tedua feat. Guesan, Izi, Vaz Tè e Ill Rave)                            | 8           | - ITA: Oro     | Vita vera mixtape: aspettando la Divina Commedia |
| 2020                                                         | Nuvole (Jack the Smoker feat. Izi)                                                | —           |                | Ho fatto tardi                                   |
| 2020                                                         | Babadook (Guesan feat. Izi)                                                       | —           |                | Nuwanda                                          |
| 2020                                                         | Marte (Gemitaiz feat. Izi)                                                        | 17          |                | QVC9                                             |
| 2020                                                         | Bvlgari Black Swing (Achille Lauro feat. Izi e Gemitaiz)                          | —           |                | 1920 - Achille Lauro & The Untouchable Band      |
| 2021                                                         | Ottagono (Nex Cassel feat. Izi)                                                   | —           |                | Vera pelle                                       |
| 2021                                                         | Dio non è sordo (Mace feat. Izi, Jack the Smoker e Jake La Furia)                 | 37          |                | OBE                                              |
| 2021                                                         | Oh mami (DrefGold feat. Izi)                                                      | —           |                | Elo Overtime                                     |
| 2021                                                         | Santa Bandana (64 Bars) (Izi e Low Kidd)                                          | —           |                | Red Bull 64 Bars, The Album                      |
| 2021                                                         | Nulla (Side Baby feat. Izi)                                                       | —           |                | Il ritorno del vero                              |
| 2021                                                         | Blueface (Disme e Vaz Tè feat. Tedua e Izi)                                       | 33          | - ITA: Platino | Glory Days                                       |
| 2022                                                         | Temporale (Sick Luke feat. Ketama126, Izi e Luchè)                                | 16          |                | X2                                               |
| 2022                                                         | Faccio cose (Sick Luke feat. Jake La Furia, Fabri Fibra e Izi)                    | 25          |                | X2 (Deluxe)                                      |
| 2022                                                         | Come stai (Bresh feat. Izi)                                                       | 31          | - ITA: Oro     | Oro blu                                          |
| 2024                                                         | Meteore (Mace feat. Izi, Centomilacarie e Gemitaiz)                               | 31          |                | Māyā                                             |
| 2024                                                         | Tutto fuori controllo (Mace feat. Franco126, Izi e Kid Yugi)                      | 15          | - ITA: Oro     | Māyā                                             |
| 2024                                                         | Lumière (Mace feat. Izi, Ernia, Tony Boy e Digital Astro)                         | 35          |                | Māyā                                             |
| 2024                                                         | Jolly Roger (Tedua feat. Izi, Disme, Bresh e Vaz Tè)                              | 5           | - ITA: Oro     | La Divina Commedia - Paradiso                    |
| 2024                                                         | Spirito puro (Diss Gacha feat. Izi e Vegas Jones)                                 | —           |                | Cultura italiana pt.2                            |
| 2025                                                         | Nuove regole (Vegas Jones feat. Izi)                                              | —           |                | Primetime                                        |
| 2025                                                         | Orfani (Rkomi feat. Izi)                                                          | —           |                | Decrescendo                                      |
| 2025                                                         | Fiamma viva (DJ Shocca feat. Primo, Guè e Izi)                                    | —           |                | 60 Hz II                                         |
| 2025                                                         | Ghettoblaster II (DJ Shocca feat. Jake La Furia, Izi, Stokka e Madbuddy)          | —           |                | 60 Hz II                                         |
| "—" indica una pubblicazione non classificata in quel paese. |                                                                                   |             |                |                                                  |

## Video musicali
| Anno | Titolo               | Regista/i                                   |
| ---- | -------------------- | ------------------------------------------- |
| 2016 | Chic                 | Marcello Calvesi                            |
| 2016 | Scusa                | Cosimo Alemà                                |
| 2016 | Aeroplanini di carta | Alexander Coppola                           |
| 2016 | Giovane giovane      | Alexander Coppola                           |
| 2016 | Fenomeno             | Andrea Longhin e Claudio Spanu              |
| 2016 | Niagara              | Matteo Bombarda                             |
| 2017 | Pianto               | Federico Merlo                              |
| 2017 | Bimbi                | Orazio Guarino                              |
| 2017 | 4GETU                | Federico Merlo                              |
| 2017 | Resident Evil        | YouNuts! (Antonio Usbergo e Niccolò Celaia) |
| 2017 | Rap                  | Orazio Guarino                              |
| 2018 | Fumo da solo         | Federico Merlo                              |
| 2019 | Pregiudicati         | Dark TMD                                    |
| 2019 | Magico               | Federico Merlo                              |
| 2019 | Cometa               | Federico Merlo e Simone Mariano             |
| 2020 | Piña colada          | Francesco Coppola                           |
| 2020 | Pusher               | Federico Merlo e Simone Mariano             |
| 2020 | Benedetta            | Federico Merlo e Simone Mariano             |
| 2023 | Connexion            | Cocco Video                                 |
| 2024 | Hope                 | Alexander Coppola e Tia Silvestrini         |
| 2025 | Senza tempo          | Mòndeis (Asia J. Lanni & Nicola Bussei)     |
| 2025 | Canerandagio         | Fabrizio Conte                              |
| 2025 | Process              | Simone Mariano                              |